# Anthurium rionegrense
Anthurium rionegrense är en kallaväxtart som beskrevs av Eizi Matuda. Anthurium rionegrense ingår i släktet Anthurium och familjen kallaväxter. Inga underarter finns listade.